# Nando González
Fernando González Balenciaga, más conocido como Nando González o simplemente Nando (Guecho, Vizcaya, España, 1 de febrero de 1921 - 3 de enero de 1988), fue un futbolista y entrenador español. Se desempeñaba en posición de centrocampista.

## Trayectoria
Se formó como futbolista en equipos vizcaínos como el CD Getxo o la SD Indautxu. Se incorporó al Athletic Club para participar en la Copa del Generalísimo de 1942, disputando siete partidos. Desde entonces, se convirtió en uno de los referentes del equipo. Con el club bilbaíno, conquistó una Liga, cuatro Copas y una Copa Eva Duarte en once temporadas, siendo titular en todas las finales. En total, disputó 274 partidos con el Athletic Club, en los que marcó seis goles.
En 1952 fichó por el Racing de Santander, donde se retiró después de dos temporadas. En 1955 se convirtió en entrenador del propio equipo cántabro, algo que ya había hecho en la temporada 1952-53 cuando era jugador.

## Selección nacional
Fue internacional con la Selección de fútbol de España en ocho ocasiones, entre 1947 y 1951. Fue convocado para el Mundial de 1950 en Brasil, donde no llegó a jugar. Debutó el 26 de enero de 1947 en un encuentro contra Portugal, celebrado en Lisboa, que finalizó 4-1 a favor de Portugal. Su último partido como internacional fue contra Suecia, en Estocolmo, el 17 de junio de 1951, con resultado de empate a cero.

### Participaciones en Copas del Mundo
| Mundial                        | Sede   | Resultado  |
| ------------------------------ | ------ | ---------- |
| Copa Mundial de Fútbol de 1950 | Brasil | Fase final |

## Clubes
| Club                        | País   | Año       |
| --------------------------- | ------ | --------- |
| Club Deportivo Getxo        | España |           |
| Bilbao                      | España |           |
| Sociedad Deportiva Indautxu | España | 1940-1941 |
| Athletic Club               | España | 1941-1952 |
| Racing de Santander         | España | 1952-1954 |

## Palmarés
| Título                     | Club          | País   | Año     |
| -------------------------- | ------------- | ------ | ------- |
| Primera División de España | Athletic Club | España | 1942-43 |
| Copa del Generalísimo      | Athletic Club | España | 1943    |
| Copa del Generalísimo      | Athletic Club | España | 1944    |
| Copa del Generalísimo      | Athletic Club | España | 1945    |
| Copa del Generalísimo      | Athletic Club | España | 1950    |
| Copa Eva Duarte            | Athletic Club | España | 1950    |